# El Toro (Calvià)

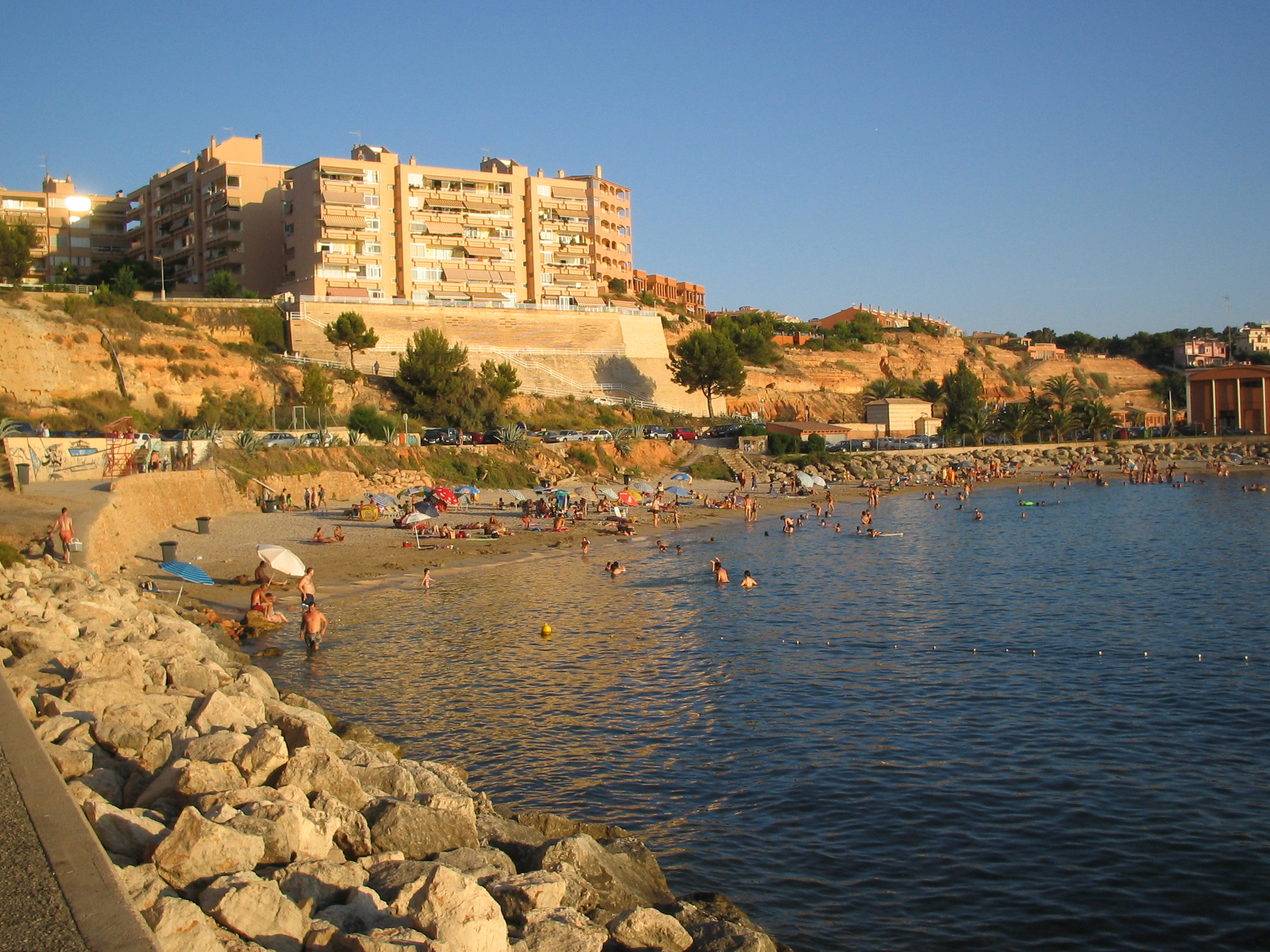
La cala de la platja d'El Toro.

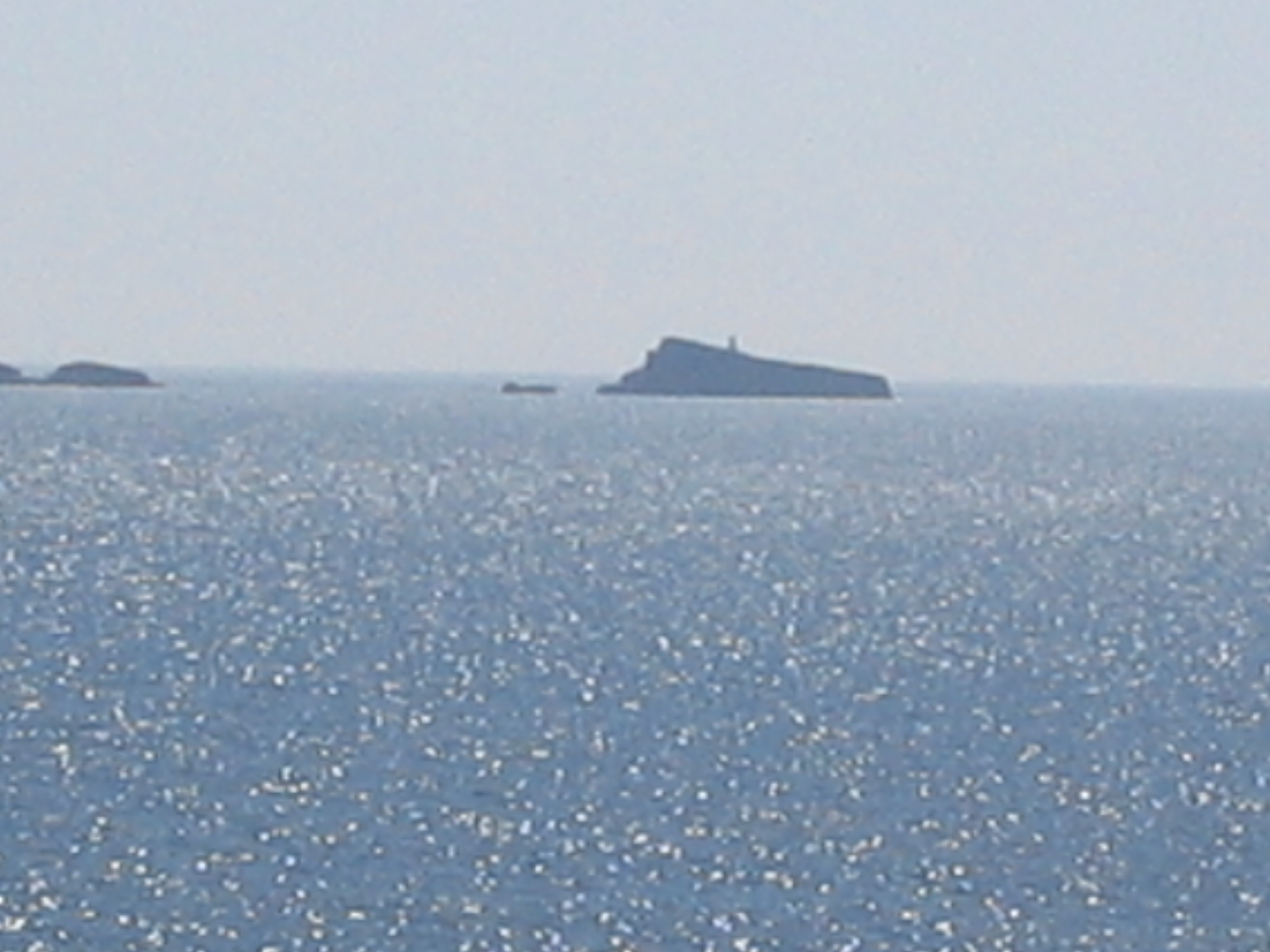
Illa d'El Toro.

El Toro és una urbanització del municipi de Calvià, a Mallorca, la major de les Illes Balears. La urbanització ocupa uns terrenys anomenats Ses Penyes Rotges i està assentada al costat d'un penya-segat i dins d'una petita badia amb vistes al mar. Molts dels xalets de la urbanització estan construïts tocant al penya-segat. El topònim l'obté d'una petita illa homònima situada en la seva proximitat.
La localitat compta amb un port esportiu anomenat Port Adriano, un hotel homònim de 5 estrelles i tres petites platges de les quals una d'elles és només accessible des d'embarcació o nedant. La seva platja principal era coneguda com el Racó de sa Fragata.
També confronta amb el camp de Golf Santa Ponça II, al nord, així com amb la urbanització Nova Santa Ponça, a l'oest, i amb la urbanització Son Ferrer a l'est. Forma part de l'entramat del Passeig Calvià, conegut com el Pulmó verd del municipi.